# 66151 Josefhanuš
66151 Josefhanuš è un asteroide della fascia principale. Scoperto nel 1998, presenta un'orbita caratterizzata da un semiasse maggiore pari a 2,9653796 au e da un'eccentricità di 0,0677452, inclinata di 9,33014° rispetto all'eclittica.